# هال کی. داسون
هال کی. داسون (انگلیسی: Hal K. Dawson؛ ‏ ۱۷ اکتبر ۱۸۹۶ – ۱۷ فوریهٔ ۱۹۸۷) بازیگر اهل ایالات متحده آمریکا بود.
از فیلم‌ها یا برنامه‌های تلویزیونی که وی در آن نقش داشته‌است، می‌توان به بانوی برچسب‌خورده، بهترین سال‌های زندگی ما، داستان گلن میلر، تلاش واپسین، کنتاکی، ستاره حلبی، تو و من، مخاطرات پائولین، لیدیه، ولز فارگو، ویکتور هربرت بزرگ، جوجه هر یکشنبه، همسر، بلوار واباش، سگ‌دو، شهر در اسارت و رابارب اشاره کرد.